# زیگفرید فریکه
زیگفرید فریکه (آلمانی: Siegfried Fricke؛ زادهٔ ۱۹ نوامبر ۱۹۵۴) قایقران روئینگ اهل آلمان بود.